# Yūshio-Klasse
Die Yūshio-Klasse (japanisch ゆうしお型 Yūshio-gata) war eine Klasse von zehn U-Booten der japanischen Maritimen Selbstverteidigungsstreitkräfte (JMSDF).

## Allgemeines
Die zwischen 1980 und 1989 in Dienst gestellte Klasse war eine Weiterentwicklung der Uzushio-Klasse. Die Zweihüllenboote folgten mit dem Bugsonar und den an eine Position mittschiffs versetzten, nach außen gewinkelten Torpedorohren dem Beispiel der amerikanischen Marine. Nach Indienststellung des letzten U-Bootes der nachfolgenden Harushio-Klasse wurden die Boote der Yūshio-Klasse zwischen 1999 und 2008 außer Dienst gestellt und durch die Oyashio-Klasse ersetzt.
Die Akishio (SS-579) ist seit 2007 im „JMSDF Kure-Museum“ zu besichtigen.

## Einheiten
| Kennung                     | Name      | Bauwerft  | Kiellegung       | Stapellauf       | Indienststellung | Außerdienststellung | Anmerkungen                                                                                                |
| --------------------------- | --------- | --------- | ---------------- | ---------------- | ---------------- | ------------------- | --- |
| SS-573/ ATSS-8006           | Yūshio    | MHI, Kobe | 3. Dezember 1976 | 29. März 1979    | 26. Februar 1980 | 11. März 1999       | Am 1. August 1996 umklassifiziert zum Schul-U-Boot.                                                        |
| SS-574/ ATSS-8007           | Mochishio | KHI, Kobe | 9. Mai 1978      | 12. März 1980    | 5. März 1981     | 10. März 2000       | Am 1. August 1997 umklassifiziert zum Schul-U-Boot.                                                        |
| SS-575/ ATSS-8008/ TSS-3602 | Setoshio  | MHI, Kobe | 17. April 1979   | 10. Februar 1981 | 17. März 1982    | 30. Mai 2001        | Am 10. März 1999 umklassifiziert zum Schul-U-Boot (ATSS-8008), am 9. März 2000 umklassifiziert zu TSS-3602 |
| SS-576/ TSS-3603            | Okishio   | KHI, Kobe | 17. April 1980   | 5. März 1982     | 1. März 1983     | 4. März 2003        | Am 29. März 2001 umklassifiziert zum Schul-U-Boot.                                                         |
| SS-577                      | Nadashio  | MHI, Kobe | 16. April 1981   | 27. Januar 1983  | 6. März 1984     | 1. Juni 2001        | |
| SS-578/ TSS-3604            | Hamashio  | KHI, Kobe | 8. April 1982    | 1. Februar 1984  | 5. März 1985     | 9. März 2006        | Am 9. März 2000 umklassifiziert zum Schul-U-Boot                                                           |
| SS-579                      | Akishio   | MHI, Kobe | 15. April 1983   | 21. Januar 1985  | 5. März 1986     | 3. März 2004        | Seit dem 5. April 2007 Museumsschiff im JMSDF Kure-Museum                                                  |
| SS-580                      | Takeshio  | KHI, Kobe | 3. April 1984    | 9. Februar 1986  | 3. März 1987     | 9. März 2005        | |
| SS-581/ TSS-3605            | Yukishio  | MHI, Kobe | 11. April 1985   | 23. Januar 1987  | 11. März 1988    | 7. März 2008        | Am 9. März 2006 umklassifiziert zum Schul-U-Boot                                                           |
| SS-582                      | Sachishio | KHI, Kobe | 11. April 1986   | 17. Februar 1988 | 24. März 1989    | 14. April 2006      | |